# Bahnhof Naka-Okazaki
Der Bahnhof Naka-Okazaki (jap. 中岡崎駅, Naka-Okazaki-eki) ist ein Bahnhof auf der japanischen Insel Honshū. Er wird von der Bahngesellschaft Aichi Kanjō Tetsudō (Aikan) betrieben und befindet sich in der Präfektur Aichi auf dem Gebiet der Stadt Okazaki südöstlich von Nagoya.

## Verbindungen
Naka-Okazaki ist ein Zwischenbahnhof an der Aichi-Ringlinie, die von Okazaki über Shin-Toyota nach Kōzōji führt und von der Bahngesellschaft Aichi Kanjō Tetsudō betrieben wird. Es verkehren Lokalzüge mit Halt an allen Zwischenbahnhöfen in einem eher ungewöhnlichen 16-Minuten-Takt, was drei oder vier Züge je Stunde und Richtung ergibt. Außerdem besteht die Möglichkeit, im unmittelbar benachbarten Bahnhof Okazakikōen-mae zur hier kreuzenden Meitetsu Nagoya-Hauptlinie umzusteigen. Buslinien halten hier keine.

## Anlage
Der Bahnhof steht an der Grenze zwischen den Stadtteilen Nakaokazakichō im Osten und Hatchochō im Westen, auf einer Halbinsel zwischen den Flüssen Yahagi und Oto. Die Umgebung ist von Wohnvierteln geprägt, auf einem Hügel etwa 300 Meter weiter östlich ist die aus dem 15. Jahrhundert stammende Burg Okazaki zu finden. Die auf einem Viadukt befindliche Anlage ist von Süden nach Norden ausgerichtet und umfasst zwei Gleise an zwei überdachten Seitenbahnsteigen. Das Empfangsgebäude besteht aus einer Zwischenebene unter dem Viadukt, der Zugang erfolgt mittels Treppen und Aufzügen. Wenige Meter südlich des Bahnsteigendes führt die Meitetsu Nagoya-Hauptlinie unter der Trasse der Aichi-Ringlinie hindurch. Der Bahnhof Okazakikōen-mae der Gesellschaft Meitetsu ist nur wenige Schritte entfernt und beide Bahnhöfe teilen sich denselben Vorplatz. Zwar gibt es keine direkte Verbindung zwischen den jeweiligen Bahnsteigen, gemeinsam ähneln die Bahnhöfe von ihrer Funktion her aber einem Turmbahnhof.
Im Fiskaljahr 2019 nutzten durchschnittlich 4159 Fahrgäste täglich den Bahnhof.

## Gleise
| 1 | ▉ Aichi-Ringlinie | Okazaki                                 |
| 2 | ▉ Aichi-Ringlinie | Shin-Toyota • Yakusa • Setoshi • Kōzōji |

## Bilder

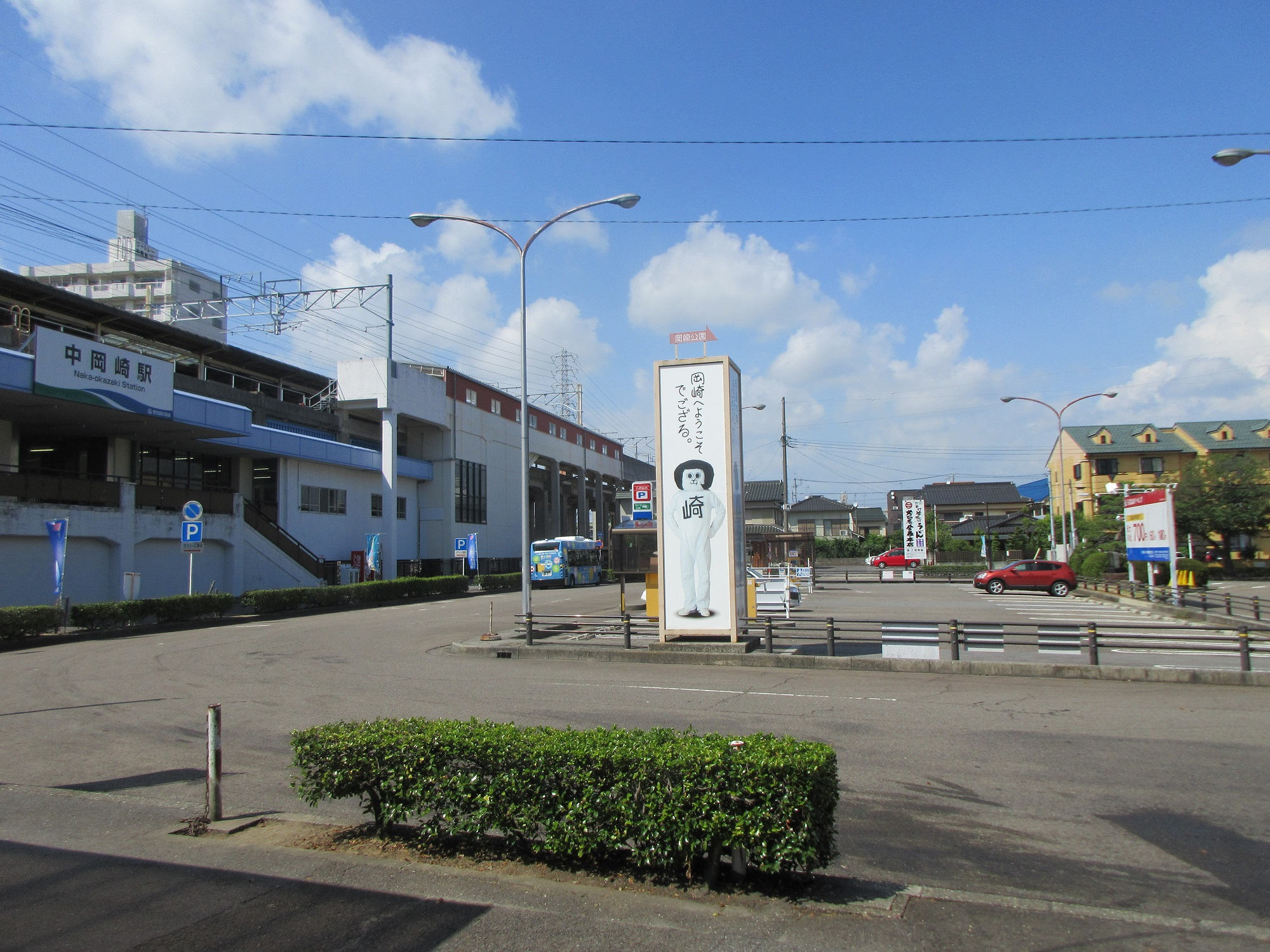
Vorplatz, vom Bahnhof Okazakikōen-mae aus gesehen
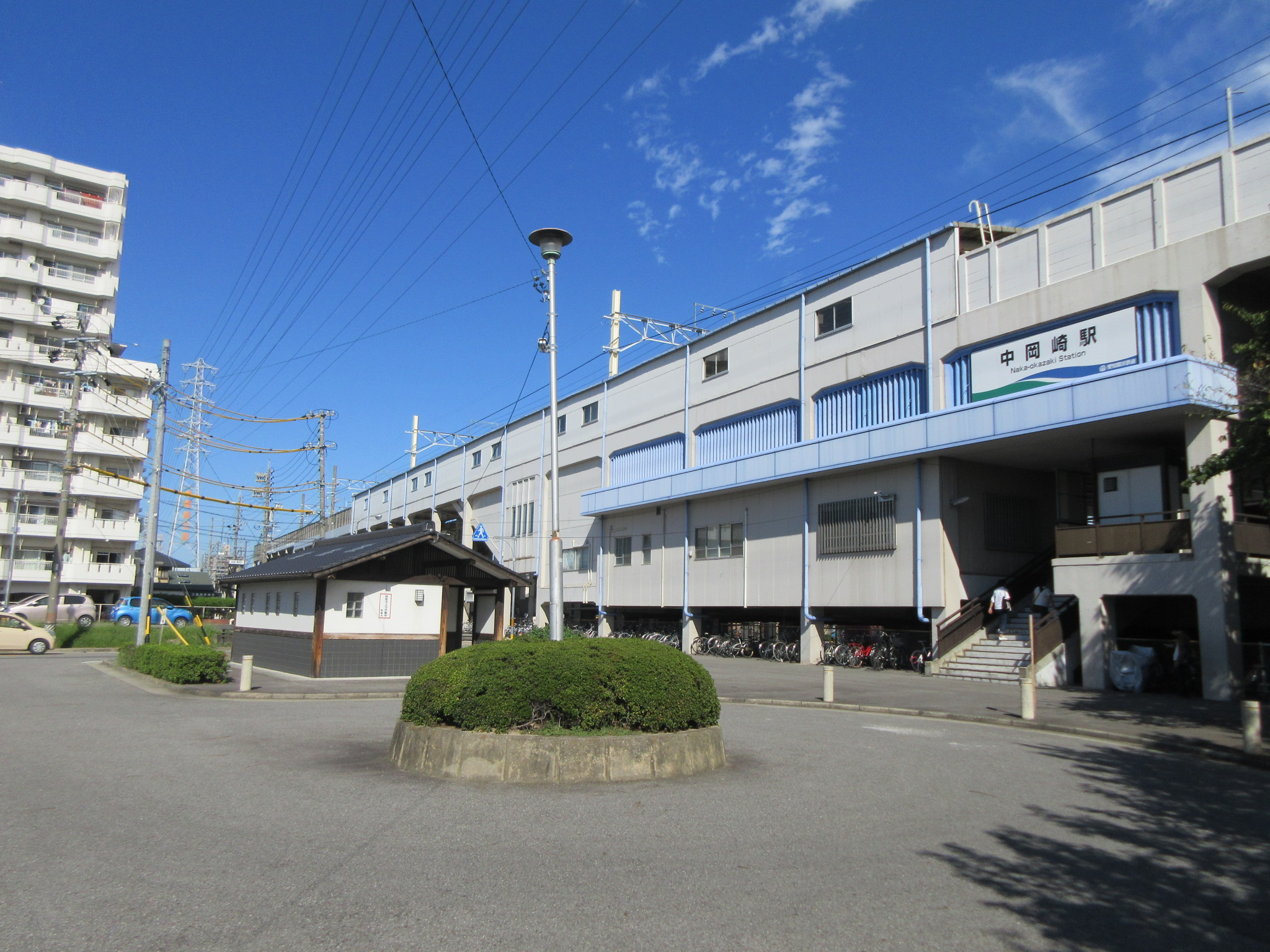
Westeingang
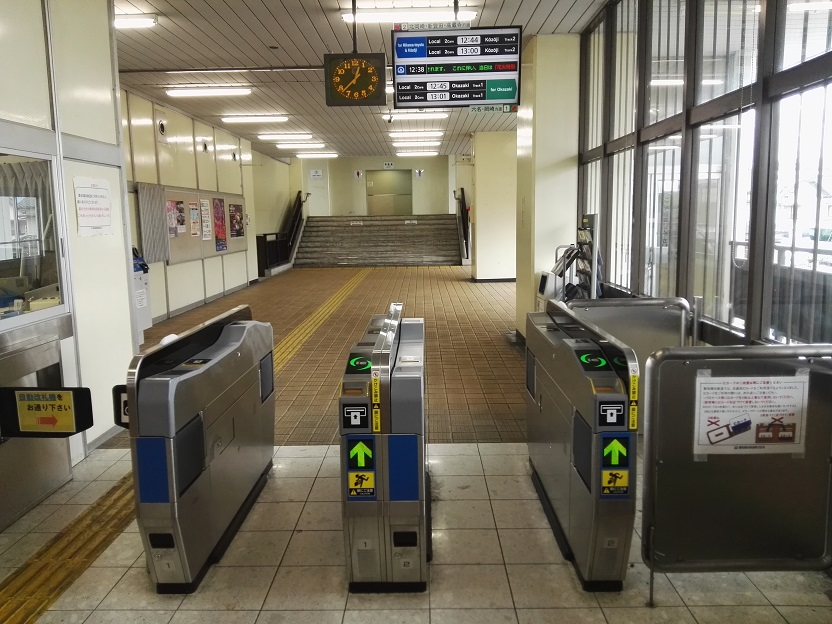
Bahnsteigsperre
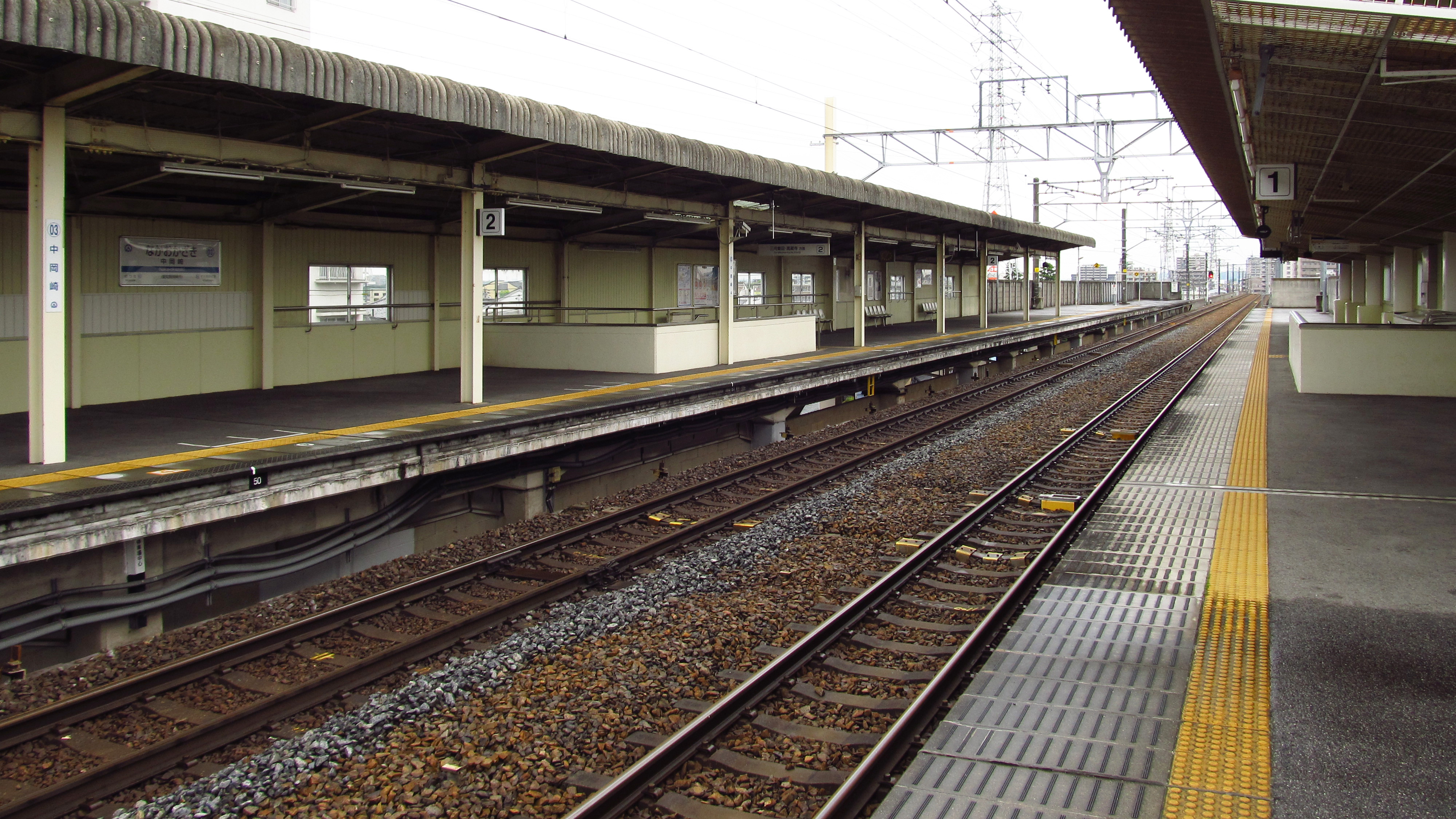
Bahnsteige
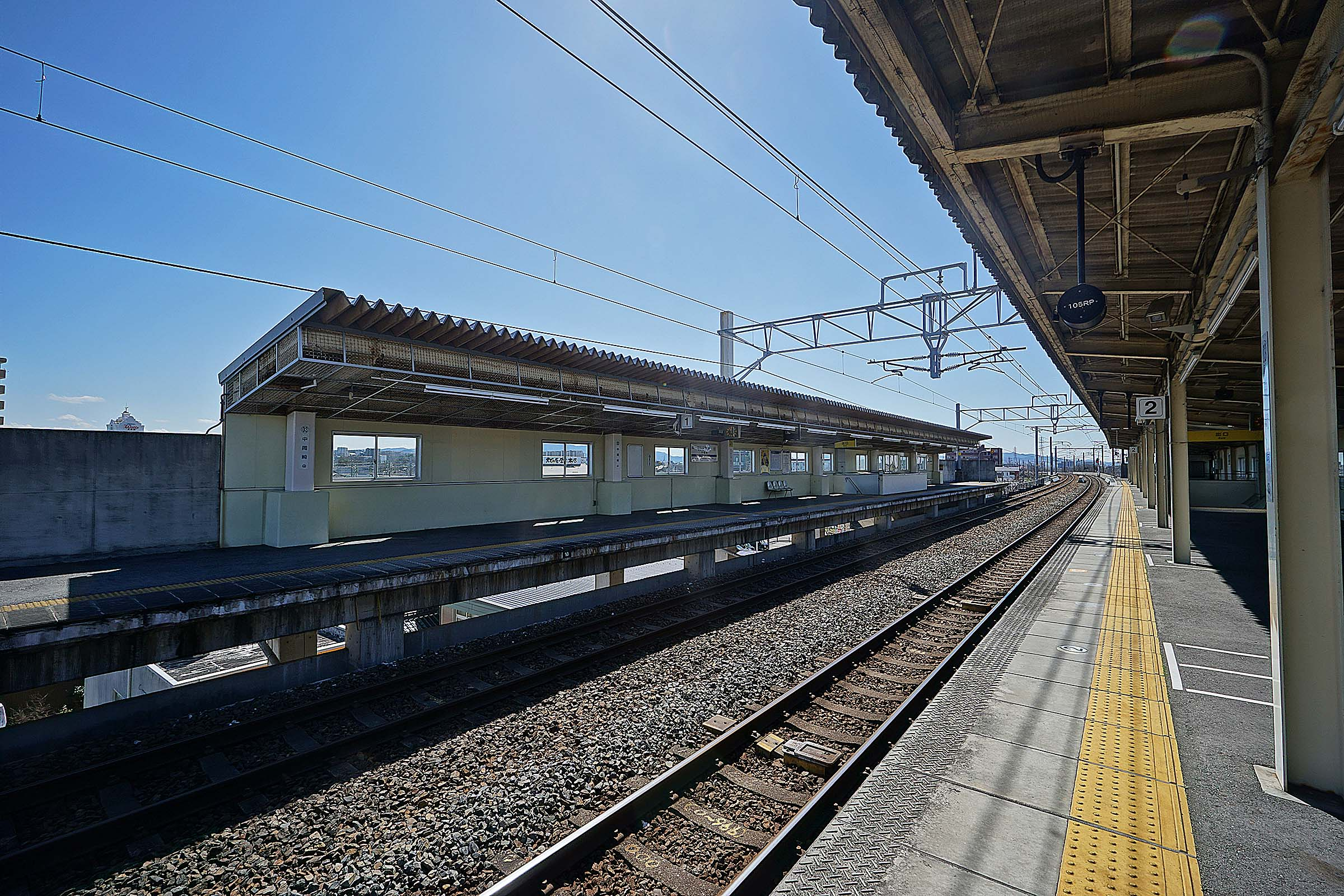
Bahnsteig

## Linien
| Verlauf der Aichi-Ringlinie |
| --- |
| Okazaki • Mutsuna • Naka-Okazaki • Kita-Okazaki • Daimon • Kitano-Masuzuka • Mikawa-Kamigō • Ekaku • Suenohara • Mikawa-Toyota • Shin-Uwagoromo • Shin-Toyota • Aikan-Umetsubo • Shigō • Kaizu • Homi • Sasabara • Yakusa • Yamaguchi • Setoguchi • Setoshi • Nakamizuno • Kōzōji |

## Geschichte
Der hier verlaufende Abschnitt der Aichi-Ringlinie bestand seit 1970, war aber in den ersten Jahren auf den Schienengüterverkehr beschränkt. Am 26. April 1976 nahm die Japanische Staatsbahn den Personenverkehr zwischen Okazaki und Shin-Toyota auf, wobei sie am selben Tag auch den Bahnhof Naka-Okazaki eröffnete. Im Rahmen der Staatsbahnprivatisierung ging der Bahnhof am 1. April 1987 zunächst in den Besitz von JR Central über und gelangte am 31. Januar 1988 an die Aichi Kanjō Tetsudō. Diese baute den Abschnitt zwischen Naka-Okazaki und Kita-Okazaki zweigleisig aus und schloss die entsprechenden Arbeiten am 23. Dezember 2001 ab.